# Шобадине
Шобадине (серб. Шобадине / Šobadine) — село в общине Билеча Республики Сербской Боснии и Герцеговины. Население составляет 28 человек по переписи 2013 года.

## Известные уроженцы
- Николай (Йоканович) (1874—1943), епископ Сербской православной церкви